# Ivan Bek
Ivan „Ivica” Bek (vagy Yvan Beck) (Belgrád, Jugoszláv Királyság, 1909. október 29. – Sète, Franciaország, 1963. június 2. –) német-cseh származású szerb-francia labdarúgó.
A Jugoszláv királyság válogatottjának tagjaként részt vett az 1930-as világbajnokságon.

## Sikerei, díjai
FC Sète
- Francia bajnok (1): 1934
- Francia kupagyőztes (2): 1930, 1934